# Telingana consobrina
Telingana consobrina är en insektsart som beskrevs av William Lucas Distant. Telingana consobrina ingår i släktet Telingana och familjen hornstritar. Inga underarter finns listade i Catalogue of Life.